# Rinzia fumana
Rinzia fumana là một loài thực vật có hoa trong Họ Đào kim nương. Loài này được Schauer miêu tả khoa học đầu tiên năm 1843.